# 牧田和男
牧田 和男（まきた かずお、1955年5月12日 - ）は、日本の音楽家、音楽プロデューサー。兵庫県神戸市出身。血液型O型。

## 略歴
中学・高校時代
- ピーター・ポール&マリーや赤い鳥、はしだのりひことシューベルツ　ロック・キャンディーズに影響を受け、14歳から神戸を中心にアマチュア活動。関西・中部地方の中学校150校参加のフォーク団体の代表を務める。関西を中心に高校生時代にプロ活動を始める。ラジオ関西、毎日放送でレギュラー出演しながら17歳の時に株式会社ヤングジャパン（現アップフロントプロモーション）にアリス・バンバン・山本雄二の弟分として所属。バンド「四季」の最年少メンバーとしてギター、キーボード、ボーカルを担当。

1974年
- エレックレコードからデビュー。シングル2枚をリリース。1975年にバンド「四季」脱退。

1975年
- 事務所の先輩でもある高山厳（当時は高山弘）、堀内孝雄らの薦めでベーシストに転向。アリス、バンバンのツアー/ザ・ムッシュのラストライブに参加するも、ギタリストとしてバンド結成、再デビュー準備に入るがメンバーの進学問題などで再デビューを断念（この時期、後にツイスト加入のギタリスト松浦善博のバンド、アイドルワイルドサウス、同級生の関西大御所シンガー小林エミ&ミッキーマウスに参加）。

1976年
- 高山厳・堀内孝雄らの勧めで再上京。ベース&編曲を惣領泰則&ブラウンライスに師事。
- 京都産業大学同級生コンビ笑福亭鶴瓶・中村行延の生歌ライブで、編曲家デビュー（本人がラジオで証言）。鶴瓶・中村とは以降も交友が続き、中村は大事なソロデビューのシングル・アルバムの編曲家に牧田を指名。牧田は恩返しとして1992年に既に引退・京都で喫茶店を経営していた中村のメジャー復帰CDをプロデュース、鶴瓶はバックアップして中村との番組を関西で数々開始させたと鶴瓶がヤングタウンで紹介。
- スタジオ&ステージ・ミュージシャンとして海援隊（1979年-1982年）、佐野元春、松原みき、渡辺真知子、中森明菜、高山厳、堀内孝雄、やしきたかじん、滝ともはる、中村行延、坂田おさむ&ブラウンシュガー、横山みゆき、生沢祐一、山田パンダ、遠藤賢司、白竜、山梨鐐平、Sky他、多数のニューミュージック、歌謡ポップスのアルバム、シングル、コンサートツアーなどに参加。

1982年
- 海援隊解散後、音楽プロデューサーとしても活動、ネバーランド、とみたゆう子、他横浜銀蝿一家（嶋大輔、岩井小百合、杉本哲太）ほかテレビ、ラジオ番組音楽、ミュージカル音楽などの作曲・編曲も手がける。

1991年
- 元海援隊・千葉和臣、元レイジー・井上俊次とインディーズレコードレーベル株式会社スターランドを設立。代表取締役に就任。1992年メジャー・レーベルになる（販売：テイチク）。
- ワンナイトスタンズ、サイレントメビウス、中牟田俊男、クールス、Melody、ティアラ、野村義男、中村行延、今井優子らをリリース。

1992年
- 音楽家と兼業で日本フォノグラム～マーキュリー（現ユニバーサルミュージック）とプロデューサー契約（第一制作牧田室）。本田美奈子、みのや雅彦、原田龍二、ROKKA BABY'S、アルコイリス（ブラジルのアーティスト）などを担当。『ミス・サイゴン』以降の本田とは、兄妹のような関係のプロデューサー・ディレクターだった。2000年FMラジオ番組に牧田とともに出演した本田は「私を自由にコントロールできた人、今日もね」と述べ、深い信頼関係が続いていることを示唆した。裏付けるように、牧田が四谷にその後開店したライブハウス「ライブインマジック」においてプライベート色の強い本田のファンクラブイベントが開催され続け、自然体の本田を見られたファンイベントとして今も伝えられている。プロデュース作品、本田のシングル『ら・ら・ば・い〜優しく抱かせて』（1995年）はオリコン22位）。アルバム『晴れ ときどき くもり』（同99位）
- 当時担当していたみのやとは、その後個人的事情からマーキュリーを離れることになった牧田が設立したレーベル（マジックアイランドレコード）にマーキュリーから契約解除されていたみのやを誘い、音楽的活動を縮小していたみのやの再活動の大きなきっかけになったと、みのやは自著「夢しかなかった〜夢を支えたストロング・ハート達〜」（2001年・サンクチュアリ出版）の中で感動的エピソードとして紹介している。

1993年
- 牧田をはじめ創設スタッフとアーティストが突然スターランドを退社（メジャー進出によるスタッフ増員時のスタッフとスポンサー企業だった星光堂によるM&A画策に反旗）。音楽的ポリシーを失ったスターランドはその後、星光堂企画室の舵取りで本社移転やロゴマーク変更、原盤供給会社たちとの提携を試みるが、1994年前後を境に解散。

1994年
- BMGビクター内のシックスティミュージックとプロデューサー契約（第二制作部長）。数人の部下を連れ牧田制作室ができる後のランティスの原型になる。アニメ専門レーベルエアーズの立ち上げなど。
- 円谷優子、翔、サイレントメビウス、影山ヒロノブなどの制作。

1996年
- アルファミュージックとプロデューサー契約。プロデュースレーベル・マジックランドを発足。ももいろシスターズ通算5枚、「翔」通算3枚、他ポップス・アーティストの制作を担当。

1997年
- 2月マジックアイランドレコード設立、代表取締役就任。副社長には菊地圭介（作・編曲家）ほか。この会社設立には片山敬済の強い後押し・応援があった（販売パイオニアLDC～ソニー・ミュージック～現・徳間クラウンミュージック販売）。
- 8月、ミュージシャンズファンド21設立。代表就任。
- 国内57名のアーティストによる「人権・自然・子供達の未来」などをテーマにした楽曲「EARTH MUSIC MAGIC 97[2]」をプロデュース。スミソニアン博物館に展示公開され、レーベル、ジャンル、キャリアを超えて参加。

1998年
- ライブハウス「ライブインマジック（2016年閉店）」、スタジオ「マジックポイント」（現在移転）をオープン。

1999年
- 11月、ギガ･マジック設立。取締役に就任。

2005年
- アイドルグループ「SHIP」プロデュース。

2006年
- グラビアモデル3人組ユニット「T-BACKS」「AngelHip」プロデュース。
- 本田美奈子の未発表曲『満月の夜に迎えに来て』収録アイドルグループ「ミューズ」のデビューをプロデュース。

2007年
- 松本人志の兄・松本隆博のデビューをプロデュース。
- 関西の姉妹アイドルグループ「H@chi」プロデュース。
- 男女アコースティックデュオ「casual comfort」プロデュース。
- 牧田がデビューした1974年当時エレックレコードに在籍していた他グループのメンバー達とグループ「the ELECTRIXs」を結成、音楽家として復帰。メンバーは佐藤龍一、杉山TOM智一（元ベル、つのだひろ&ジャップスギャップス）、藤井章司、牧田の4人編成。ドラムの藤井の急死により2009年2月活動停止。

2009年
- シンガーソングライター今川亜美プロデュース。

2010年
- 黒川照家、ボーカリスト石田けいこ/百田忠正（元C-POINT）、醍醐弘美（ピアニスト、夏川りみ等）宇賀まり（FLYING KIDS）等との定期ライブ活動にベーシストとして参加。定期的に自己バンドを率いて将来性のある歌手を迎えての育成ライブにも力を注いでいる。ドラム藤岡博志（杏里、NOBODY他）・衛藤浩一、キーボード佐孝康夫、ギター岡沢敏夫（柳ジョージ他）・千葉浩（島英二バンド、ザ・ワイルドワンズ他）、ベース牧田。

2013年
- 5月、東京京橋にライブカフェ「FANY FANY（パニパニ）」オープン。
- 入絵加奈子のライブをプロデュース。

2015年
- ボーカル・杉崎みなみ(漣みなみ)、キーボード・佐孝康夫と「まったり南風」結成、定期的にライブ。10月、古屋かおりアルバム共同プロデュース。

2016年
- 2015年から不定期に開催する若子内悦郎とのライブにピアニストのエルトン永田と参加。
- こばやしhinnaよしたか・ヤッホ寺田プロデュース。

2017年
- 元所属事務所・ヤングジャパン在籍者との定期同窓会ライブを横浜パラダイスカフェで開始。
  - 参加者：滝ともはる、丸山ももたろう、矢沢透、住出勝則・浅見昭男、美樹克彦、山本恭司、白井貴子、藤岡藤巻、伊藤薫、牧田。

2018年
- ライブカフェ「FANY FANY（パニパニ）」、東京京橋から千葉県長生村に移転。

2021年
- 男女ユニット・Sacra e sole（サクラ・エ・ソーレ）プロデュース。BSテレ東テーマ曲。

2022年
- 映画「ビーバップのおっさん」音楽プロデューサー担当[3]。

2023年
- 水城なつみ　音楽プロデュース

2024年
・TV東京系アニメ「トンボ」OP音楽プロデュース
2025年
・ライブカフェ「FANY FANY(パニパニ)、一松海岸から茂原高師に移転。

## マジックアイランドレコード、リリース・プロデュースアーティスト
- ELLIS、岡本麻弥、山寺宏一、みのや雅彦、桜井亜弓、古屋かおり、根谷美智子、Friends、森下純菜、山口リエ、カサミラ、チョコレートファッジ、白鳥智香子、elli & Petzgelate、CHOICE、宮良良乃、リップクリーム、tuki、小田トモヒデ、甲斐智陽、ミューズ、SHIP、T-BACKS、H@chi、AngelHip、カジュアルコンフォート、pinkish、松本隆博、今川亜美、たなごころ、折本七子、Manami、木村千草、熊崎玲奈、先崎綾、世莉奈、松坂南、ブラッククレヨン、ヤッホ寺田、こばやしhinnaよしたか、PUFF
- 「EARTH MUSIC MAGIC 97」（山寺宏一・かないみか・岡本麻弥・白鳥由里・樋口紗絵子・黒夢・宇都宮隆・川村かおり・河相我聞・DJ KOO等57名のアーティストが参加）

## ラジオ番組
- Ciao!
  - 「今夜はParty 魔法でナイト」パーソナリティ（2000年 - ）
  - 「青春グラフティ時のながれに」パーソナリティ（2001年 - 2013年・2022年・2023年）
  - 「アロハ通信ピカパラ情報局」パーソナリティ（2005年 - 2008年）
- TBSラジオ「ゲットチャンス」コメンテーター（1998年）
- レディオバルーン[4]「KAZちゃんずラジオ」パーソナリティ（2020年6月 - 2023年12月奥村和男、牧田）

## 親族
- 牧田 リュウ平（小南竜平）[5][6][7]　甥　ミュージカル俳優
- 小南満佑子[8][9][10][11]　姪　ミュージカル女優、声楽家
- 佐々木優花[12]　親戚　フルート奏者